# Myrmeleon noacki
Myrmeleon noacki là một loài côn trùng trong họ Myrmeleontidae thuộc bộ Neuroptera. Loài này được Ohm miêu tả năm 1965.